# It Ain't Me Babe (album)
Pour les articles homonymes, voir It Ain't Me, Babe (homonymie).
Albums de The Turtles
You Baby
(1966)
It Ain't Me Babe est le premier album du groupe de rock américain The Turtles, sorti en 1965.

## Titres

### Face 1
1. Wanderin' Kind (Bob Dylan, Howard Kaylan) – 2:06
2. It Was a Very Good Year (Ervin Drake) – 1:55
3. Your Maw Said You Cried (Stephen Schlaks, B. Glazer) – 1:43
4. Eve of Destruction (P. F. Sloan) – 2:40
5. Glitter and Gold (Barry Mann, Cynthia Weil) – 2:08
6. Let Me Be (P. F. Sloan) - 2:20

### Face 2
1. Let The Cold Winds Blow (Howard Kaylan) – 2:18
2. It Ain't Me Babe (Bob Dylan) – 2:09
3. A Walk in the Sun (Howard Kaylan) – 2:13
4. Last Laugh (Howard Kaylan, Nita Garfield) – 1:45
5. Love Minus Zero/No Limit (Bob Dylan) – 2:53
6. Like a Rolling Stone (Bob Dylan) – 3:15

## Musiciens
- Howard Kaylan : claviers, chant
- Al Nichol : guitare, basse, claviers, chant
- Mark Volman : guitare, chant
- Don Murray : batterie